# Konstantyn (współcesarz bizantyński)
Konstantyn (ur. w 864 lub 866; zm. 3 września 879) – od urodzenia nazywany był Symbatiosem, imię Konstantyna przyjął w okresie gdy panował jako współcesarz Bizancjum - od 869 do 3 września 879 roku - u boku swego ojca Bazylego I. 